# Neuvième collège du Nord (Cambrai) de 1831 à 1848
Le neuvième collège du Nord était l'une des 12 circonscriptions législatives françaises que comptait le département du Nord pendant la Monarchie de Juillet.

## Description géographique et démographique
Le 9e collège du Nord (Cambrai) était situé à la périphérie de l'agglomération Cambrésienne. Ceinturé entre le Pas-de-Calais, les arrondissements de Douai,  Valenciennes, Avesnes-sur-Helpe et le département de l'Aisne, la circonscription est centrée autour de la ville du Cateau.  
Elle regroupait les divisions administratives suivantes :  Canton de Carnières ; Canton du Cateau ; Canton de Clary ; Canton de Marcoing et le Canton de Solesmes.

## Historique des députations
| Législature    | Début de mandat | Fin de mandat   | Député élu                        | Parti politique        | Observations |
| -------------- | --------------- | --------------- | --------------------------------- | ---------------------- | ------------ |
| 2e législature | 5 juillet 1831  | 25 mai 1834     | Alexandre-César-Louis d'Estourmel | Majorité ministérielle |              |
| 3e législature | 21 juin 1834    | 3 octobre 1837  | Alexandre-César-Louis d'Estourmel | Majorité ministérielle |              |
| 4e législature | 4 novembre 1837 | 2 février 1839  | Hyacinthe Corne                   | Gauche                 |              |
| 5e législature | 2 mars 1839     | 12 juin 1842    | Hyacinthe Corne                   | Gauche                 |              |
| 6e législature | 9 juillet 1842  | 6 juillet 1846  | Hyacinthe Corne                   | Gauche                 |              |
| 7e législature | 1er août 1846   | 24 février 1848 | Gabriel de Saint-Aignan           | Majorité ministérielle |              |